# 佐々木愚山
佐々木 愚山（ささき ぐざん）は、江戸時代末期から明治時代初期の儒学者。名は溥（ひろし）。字（あざな）は子淵。号は愚山の他、十二峯、小陰など。
同じく儒者である源淡斎(別称、中田三平)の子として、仙台藩領の陸奥国牡鹿郡にて生まれる。祖先を佐々木盛綱であると称するが詳細は不明。身長六尺、容貌魁偉で声が大きいと言われた。幻の儒者、奇人漢学者とも。
下野国の足利学校の都講、安中藩校・造士館、七日市藩、安房勝山藩支領白川などの藩校教授を歴任し、明治維新後は群馬県神道事務局講師、中教正として同県の神職者を指導し、榛名山麓で私塾「白烏堂」をひらく。門人三千人とも言われる。著作に「日新録」。明治29年（1896年）9月14日死去。74歳。
息子の穀堂は医業を業とし、左原太は農学や詩歌を業とした。
群馬県高崎市本郷町の本郷神社には、佐々木愚山の顕彰碑が置かれており、同じく本郷町の上野国衆小幡氏ゆかりの墓所にて、愚山とその妻、娘の墓がある。